# Lucida Grande
Lucida Grande è un carattere senza grazie umanista incluso nel sistema operativo macOS, facente parte della famiglia Lucida creata da Charles Bigelow e Kris Holmes. 
È stato usato nell'interfaccia grafica di Mac OS X fino all'avvento di OS X Yosemite. Allo stesso modo del font Lucida Sans Unicode presente in Microsoft Windows, supporta i caratteri più comunemente usati così come definiti nello standard 2.0 dell'Unicode.

## Alfabeti e Unicode supportati
Lucida Grande contiene 2.826 glifi Unicode (2.245 caratteri) nella sua versione 5.0d8e1 (Revision 1.002), e copre i seguenti alfabeti:
- Latino (Inglese, danese, finlandese, francese, italiano, norvegese Bokmål, olandese, portoghese, spagnolo, svedese e tedesco)
- Greco
- Cirillico
- Arabo
- Ebreo
- Thailandese